# 62项援藏工程
62项援藏工程是1994年中央召开第三次西藏工作座谈会确定的中华人民共和国全国支援西藏建设六十二项工程。这些工程涉及农牧林、交通、能源、邮电、通信等方面，累计总投资超过48.6亿元人民币。这批项目已全面建成并投入使用。　 

## 名单
1. 农技推广体系建设：由中华人民共和国农业部援建。
2. 左贡县玉曲河农业综合开发：由中华人民共和国财政部投资兴建。
3. 仁布县解放水渠：由国家计委和中华人民共和国水利部投资兴建。
4. 满拉水利枢纽工程：由国家计委和中华人民共和国水利部投资建设。
5. 优质油菜生产和加工：由中华人民共和国农业部、甘肃省援建。
6. 乃东县油粮加工厂：由四川省援建，中央政府和四川联合投资
7. 拉萨油粮加工厂：由四川省援建，中央政府和四川联合投资
8. 藏西北绒山羊基地：由中华人民共和国农业部投资。
那曲羊绒分梳厂：由中华人民共和国对外贸易经济合作部投资兴建。
9. 林芝东久林场开发：由中华人民共和国林业部、国家开发银行和福建省厦门市援建。
10. 西藏边茶厂：由中华人民共和国农业部投资建设茶叶加工设施，由国家计委、云南省投资援建640千瓦电站一座。
11. 丁青县水电站：由海南省投资兴建。
12. 巴青县水电站：由吉林省援建。
13. 措美县水电站：由吉林省吉林市水利水电勘测设施研究院设计，由湖北省水利厅承建并提供培训。
14. 芒康县盐井水电站：由天津市援建，中国水电第十四工程公司负责施工。
15. 聂荣县水电站：由辽宁省援建。
16. 米林县南伊水电站：由福建省投资兴建。
17. 沃卡河一级水电站：由国家开发银行援建。
18. 朗久地热电站：由国家开发银行筹款，西藏地热开发公司承担电站改建工程。
19. 拉萨西郊输变电工程：由国家开发银行投资建设。
20. 昌都电网改造：由中华人民共和国电力部全面负责承建，指定四川省电力局自贡电力局为施工单位。
21. 香卡山铬铁矿山建设：由国家开发银行定额贷款加企业自筹资金。
22. 申扎金矿矿山及配套设施建设：由中华人民共和国冶金部负责设计，并向中国人民银行贷款。
申扎甲岗水电站：由浙江省投资援建，其余部分由国家补助。
23. 扎仓茶卡绷镁矿：由中华人民共和国化学工业部援建。
24. 昌都水泥厂搬迁：由国家开发银行贷款、西藏自治区拨款、自筹资金三方面合力建设。
25. 马查拉煤矿：由中华人民共和国煤炭部援建，四川煤矿第六建设工程处施工。
26. 西藏自治区藏药厂扩建：由江苏省援建。
27. 拉贡公路改建：由中华人民共和国交通部援建。
28. 格尔木炼油厂至101油库输油管道：由中华人民共和国冶金部、中国石油天然气总公司、中国人民解放军总后勤部和青海省格尔木市等单位承建。
29. 拉萨新华书店：由河南省援建。
30. 中尼公路中坝至拉孜段改造：由国家投资，由武警交通二支队承建。
31. 贡嘎机场储油设施建设：由中华人民共和国国家计划委员会投资，中国航空油料设计院设计，中国航空港建设第九工程总院承建，民航西南机场建设有限公司负责监理。
32. 拉萨西郊长途电话枢纽楼：由中华人民共和国邮电部援建。
33. 拉萨至日喀则光缆工程：由中华人民共和国邮电部投资援建。
34. 12个地面VSAT站：由中华人民共和国邮电部投资援建，由中华人民共和国邮电部北京设计院设计，西藏自治区邮电管理局和四川省邮电管理局负责施工。
35. 布达拉宫广场：由国家计委投资援建。
36. 拉萨市环行路：由国家计委援建。
37. 泽当镇道路改造：由国家计委、中华人民共和国建设部和湖南省联合投资兴建。
38. 日喀则市上下水工程：由上海市援建，上海市自来水公司具体负责建设。
39. 狮泉河镇上下水工程：由陕西省援建，分为给水工程和排水工程。
40. 自治区党校暨行政学院综合楼：由河北省援建。
41. 37个边境和贫困县县机关建设：由中华人民共和国财政部投资。
42. 边境口岸建设：由中华人民共和国财政部援建，包括樟木口岸、普兰口岸、亚东口岸等国家一、二级口岸。
43. 西藏博物馆：由国家计委投资援建。
44. 乡级太阳能广播电视接收站：是由中华人民共和国广播电影电视部、深圳市和黑龙江省共同援建。
45. 林芝宾馆：由广州市5家星级宾馆共同投资，四川省第三建筑公司西藏分公司承建。
46. 日喀则第二中学：由山西省和大连市共同投资修建。
47. 乃东县中学：由安徽省和广西壮族自治区援建，山南地区建筑总公司承建。
48. 嘉黎县中学：由宁夏回族自治区和新疆维吾尔自治区共同援建。
49. 贡觉县中学：由江西省援建，贡觉县负责组织实施，四川梓幢第三建筑公司和安岳永青建筑公司承建。
50. 朗县中学和错那中学：朗县中学由内蒙古自治区援建。错那中学由宁夏回族自治区援建。
51. 生育健康培训中心：由国家计委援建。
52. 自治区传染病医院：由上海市投资援建。
53. 拉萨市医院住院部：由江苏省投资援建。
54. 自治区党委政府办公楼及会议中心：由国家计委援建。
55. 北京西藏大厦：由中央人民政府给予适当补助，北京市无偿提供建设用地和部分建设资金并负责建设。
56. 塘河水电厂改造：由山东省援建。
57. 沃卡潭三级电站改造：由贵州省援建。
58. 林芝八一电厂改造：由广东省投资援建，由广东省电力局和广东韶关民电设备厂负责施工。
59. 拉萨水泥厂回转窑改造
60. 昌都粮油加工厂改造：由重庆市援建。
61. 林芝县粮油加工厂改造：由国家经贸委援建。
贡嘎粮油加工厂：由中华人民共和国国内贸易部、中华全国供销合作总社对口援建，由西藏自治区包干使用。洛扎粮油加工厂分厂也属援建范围。
62. 西藏农牧产品加工出口基地